# Klaus Wagner (jinete)
Klaus Wagner (16 de enero de 1922-16 de agosto de 2001) fue un jinete alemán que compitió en la modalidad de concurso completo.
Participó en cuatro Juegos Olímpicos de Verano entre los años 1952 y 1968, obteniendo dos medallas, plata en Helsinki 1952 y plata en Estocolmo 1956. Ganó una medalla de plata en el Campeonato Europeo de Concurso Completo de 1954.

## Palmarés internacional
| Representando a Alemania                 |                      |                  |             |
| Juegos Olímpicos                         |                      |                  |             |
| Año                                      | Lugar                | Medalla          | Categoría   |
| 1952                                     | Helsinki (Finlandia) | Medalla de plata | Por equipos |
| Representando al Equipo Alemán Unificado |                      |                  |             |
| Juegos Olímpicos                         |                      |                  |             |
| Año                                      | Lugar                | Medalla          | Categoría   |
| 1956                                     | Estocolmo (Suecia)   | Medalla de plata | Por equipos |
| Representando a la RFA                   |                      |                  |             |
| Campeonato Europeo                       |                      |                  |             |
| Año                                      | Lugar                | Medalla          | Categoría   |
| 1954                                     | Basilea (Suiza)      | Medalla de plata | Por equipos |